# Lepidophorella
Genre
Lepidophorella est un genre de collemboles de la famille des Tomoceridae.

## Liste des espèces
Selon Checklist of the Collembola of the World (version du 21 août 2019) :
- Lepidophorella australis Carpenter, 1925
- Lepidophorella brachycephala (Moniez, 1894)
- Lepidophorella communis Salmon, 1937
- Lepidophorella flavescens (Nicolet, 1847)
- Lepidophorella nigra Salmon, 1943
- Lepidophorella rubicunda Salmon, 1941
- Lepidophorella spadica Salmon, 1944
- Lepidophorella tiegsi (Womersley, 1942)
- Lepidophorella unadentata Salmon, 1941

## Publication originale
- Schäffer, 1897 : Apterygoten. Ergebnisse der Hamburger Magalhaenischen Sammelreise, vol. 2, p. 1-48 (texte intégral).